# Акулово (станція)
Акулово (рос. Акулово) — залізнична станція Великого кільця МЗ на дільниці Бекасово-1 — Кубинка-1. Знаходиться на південному заході Одинцовського району Московської області.
Названа по селу Акулово, що знаходиться за 1.5 км NE. За 500 м NE від станції знаходиться колишнє закрите військове містечко сел. Кубинка-10 (Будівництво).

## Опис
В межах станції знаходяться два зупинних пункти електропоїздів:
- основний: Акулово (дві пасажирські платформи)
- 214 км у північній горловині станції (дві пасажирські платформи)

Крім основного колійного розвитку (чотири колії), в межах станції знаходяться стрілочні з'їзди у платформ 214 км, де чотири колії з півночі переходять у дві (вхідні світлофори на північ від з'їздів). Станція є вузловою: триколійний перегін на північ до станції Кубинка I, одноколійний на північний схід до станції Кубинка II (східна колія, яка відокремлюється на північ від платформ 214 км, тільки для вантажних поїздів і поїздів далекого прямування), двоколійний на південь до станції Пожитково.

## Пасажирські платформи
На станції — дві основні (однойменні) платформи. Східна (на Кубинку-1) — берегова, повної довжини, перші два вагони — висока, інша частина низька, західна (на Бекасово-1) — вся низька, острівна. Електропоїзди можуть прибувати не на «свою» платформу, оголошується додатково. Перехід між платформами тільки по настилу в центрі. Електропоїзди використовують дві колії, суміжні платформ.
Станція обслуговується електропоїздами Київського напрямку МЗ депо ТЧ-20 Апрелєвка. Зупиняються всі, хто проходить електропоїзди.
- Потяги в сторону Кубинки — 6-7 разів на день — до станцій Кубинка-2 або Поварово-2. З них 2 рази в день — «прямі» з Апрелєвки.
- Потяги в сторону Бекасово — 7-8 разів на день — до станцій Дєтково, Столбова, Сандарово, Бекасово-Сортувальне, Бекасово-1, Апрелєвка («прямий» — 1 раз на день, останній вечірній електропоїзд).

Прямих потягів до вокзалів або станцій метро Москви немає. Можна доїхати тільки з пересадкою на радіальний напрямок. Час руху поїзда до станції Кубинка-1 (пересадка на Смоленський напрямок) — приблизно 15 хвилин, до Бекасово-1 (пересадка на Київський напрямок) — приблизно 18-20 хвилин.